# 士麥那 (愛荷華州)
士麥那（英語：Smyrna）是位於美國愛荷華州克拉克縣的一個非建制地區。該地的面積和人口皆未知。

## 地理
士麥那所處的海拔為高於海平面333米（即1093英呎），而該地所採用的時區為UTC-6，即北美中部時區（CST）。同時該地設有夏令時間，為UTC-6調快一小時，即UTC-5（CDT）。